# Heterachthes lemniscus
Heterachthes lemniscus là một loài bọ cánh cứng trong họ Cerambycidae.